# Goebelstraße 32
Das Wohnhaus Goebelstraße 32  ist ein Bauwerk in Darmstadt.

## Geschichte und Beschreibung
Das Wohnhaus wurde im Jahre 1929 nach Plänen des Architekten Hermann Schieker erbaut.
Stilistisch gehört das Gebäude zum Backsteinexpressionismus.
Das Haus wurde von der Eisenbahnerbaugenossenschaft für den Bahnarzt Dr. Riemenschneider errichtet.
Das Wohnhaus bildet einen dreistöckigen Würfel aus dunkelrotem Klinker.
Die Ecken des Hauses sind gleichmäßig abgekantet – der Grundriss wurde dadurch achteckig.
Der Architekt entlehnte sämtliche Gestaltungsdetails der Geometrie.
Zu den bemerkenswerten, expressionistischen Details gehören der Eingang, die runden Treppenhausfenster, die symmetrisch montierten Wasserablaufrohre und der „Saturn“-ähnliche Blitzableiter auf dem Dach.
Die Fassade besteht aus einer Kombination von dunkelrotem Klinker mit hellem Betonstein.
Aus Betonstein bestehen das Gesims, die Tür- und Fensterumrandungen und die Brüstungsfelder der Übereckfenster.

## Denkmalschutz
Das ungewöhnliche Haus steht an städtebaulich wichtiger Stelle. Den Zweiten Weltkrieg überstand das Wohnhaus weitgehend unbeschadet. Es ist ein typisches Beispiel für den Backsteinexpressionismus.
Aus architektonischen, baukünstlerischen und stadtgeschichtlichen Gründen gilt das Bauwerk als Kulturdenkmal.